# DKP 1. maj demonstration 1955
|  | Denne artikel er oprettet af botten Steenthbot ud fra en ekstern database. Den kan derfor have sproglige fejl eller mangler. Denne skabelon kan fjernes efter kontrol af indholdet. |

DKP 1. maj demonstration 1955 er en dansk dokumentarisk optagelse fra 1955.

## Handling
Demonstrationstog på vej til 1. maj i Fælledparken i København. Folketingsmedlem for DKP, Ingmar Wagner, introducerer Aksel Larsen, som taler i Fælledparken.